# Ferrovia della Stubaital
La ferrovia della Stubaital (in tedesco: Stubaitalbahn) è una linea a scartamento metrico dell'Austria oggi esercita come tranvia urbana ed extraurbana. Unisce Innsbruck al circondario della valle delle Alpi dello Stubai; dalla piazza della stazione, a Innsbruck, attraversa un percorso urbano sui binari tranviari della città immettendosi, dopo il terminale vecchio della Stubaitalbahn, nei binari in sede propria.

## Storia
Le prime istanze per la costruzione di una ferrovia per Telfes e Fulpmes risalgono al 1886; il progetto, dell'ingegnere Von Schwind, prevedeva anche un proseguimento sino a Matrei innestandosi quivi alla Ferrovia del Brennero. Nel 1900 venne accordata la concessione per un progetto con trazione a vapore, dell'ingegnere Riehl, limitato a Fulpmes. Nel 1902 tuttavia lo stesso progettista proponeva alla AEG l'adozione della trazione elettrica a corrente alternata monofase, allora sperimentale e agli albori, a patto che questa concorresse alle spese di costruzione della ferrovia. La concessione venne accordata ufficialmente con atto giuridico del 17 agosto 1903 assegnando alla linea la qualificazione di ferrovia. I lavori iniziati nel 1903 si conclusero all'inizio dell'estate del 1904 inaugurando la nuova linea, il 31 luglio dello stesso anno, con trazione elettrica monofase a tensione di 2500 volt a 42,5 Hz.
Il servizio venne svolto con elettromotrici a carrelli in grado di trainare anche carrozze a due assi e carri merci. Nel 1926 la tensione di linea venne innalzata a 3000 volt a frequenza industriale (50 Hz).
Nel 1979 la ferrovia fu oggetto di un esperimento che, rivelatosi positivo, portò alla conversione della trazione elettrica in corrente continua a 850 volt (successivamente portata a 900 volt): la ferrovia venne alimentata alla tensione suddetta immettendovi un tram articolato a due casse di Innsbruck. I lusinghieri risultati della prova portarono alla trasformazione definitiva degli impianti collegati ad un percorso urbano fino alla stazione centrale delle ÖBB, a partire dal 2 luglio 1983, all'introduzione dell'orario cadenzato e all'acquisto di materiale rotabile moderno.

## Caratteristiche
La Stubaitalbahn è una linea dalle caratteristiche prettamente tranviarie, lunga 18,2 km a scartamento ridotto, elettrificata ed utilizzata oggi da rotabili di tipo tranviario tra Innsbruck e Fulpmes in Tirolo. Nel percorso cittadino di Innsbruck usa le locali rotaie del tram.
Il percorso inizia alla stazione ferroviaria principale di Innsbruck, attraversa il distretto di Wilten, dove si trova la vecchia stazione della Stubaital presso la quale termina il doppio binario ed inizia il tronco extraurbano, e i villaggi di Natters, Mutters, Kreith, e Telfes in Stubai. La tratta extraurbana è a binario unico con raddoppi per incrocio in 8 stazioni: Sonnenburgerhof, Hölltal, Mutters, Feldeler, Kreith, Telfer Wiesen, Luimes, Telfes. La stazione terminale di Fulpmes ha 3 binari e la rimessa.

## Percorso

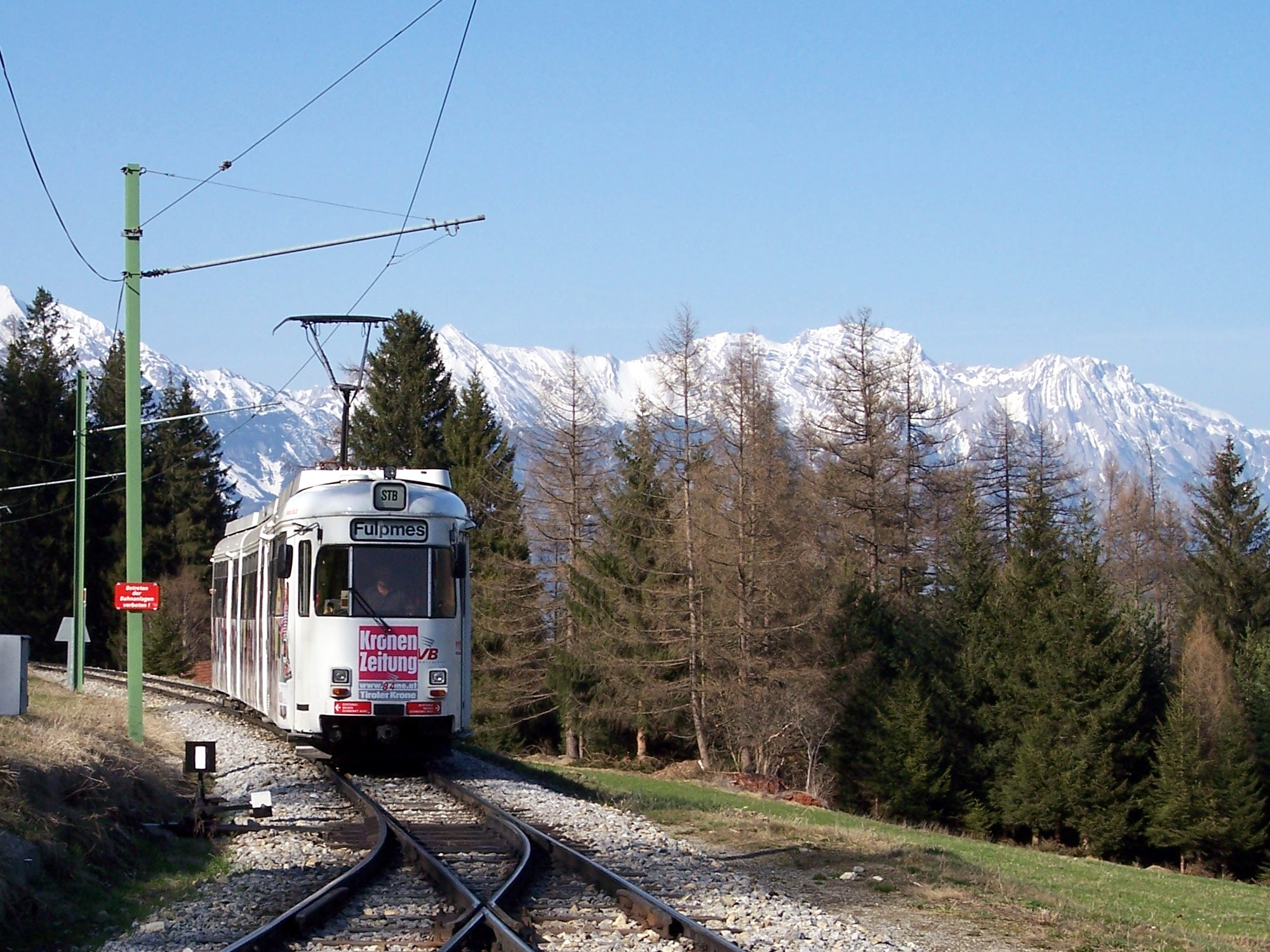
Elettromotrice tranviaria nel 2005

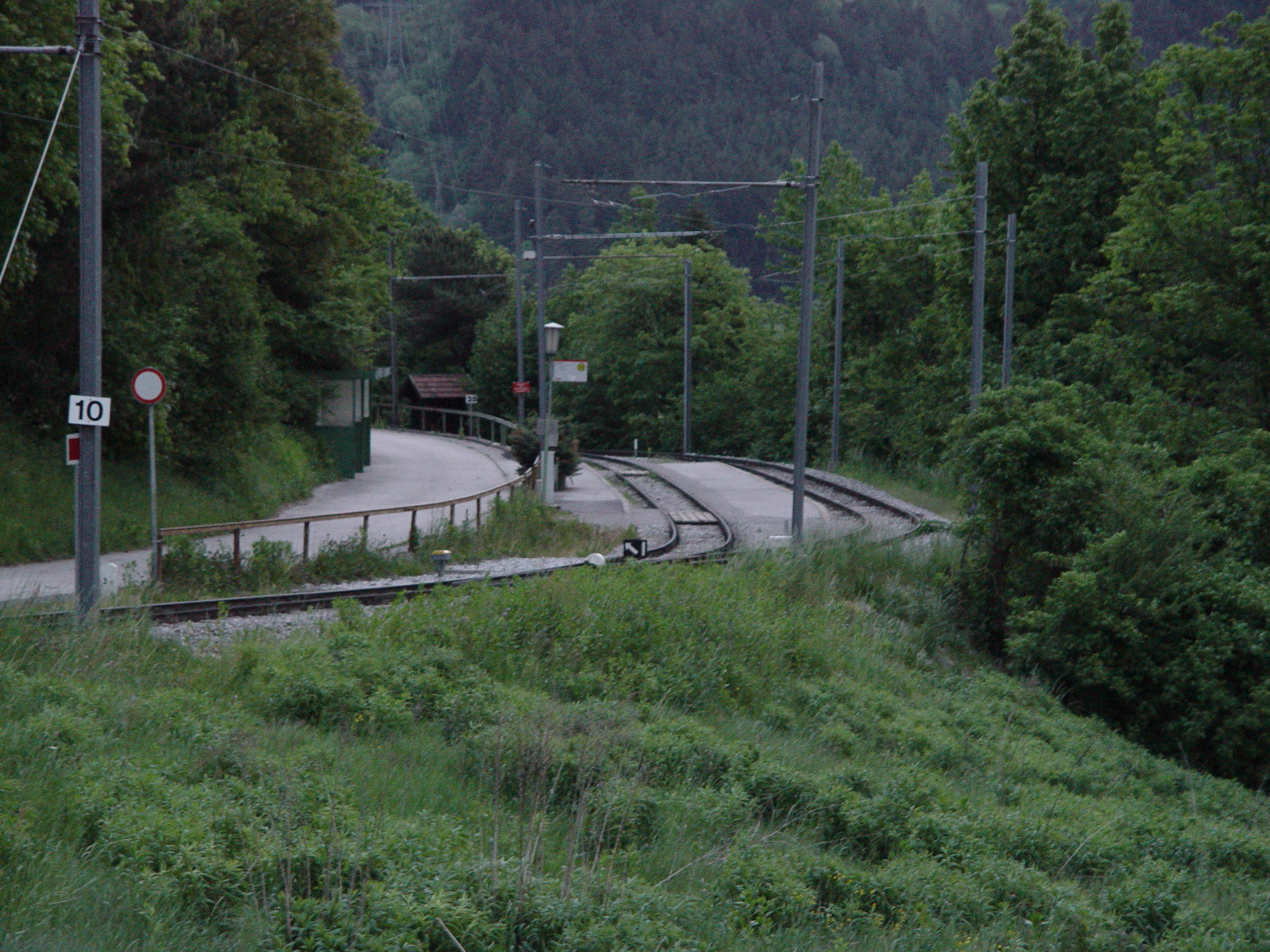
Raddoppio binari nella stazione di Hölltal

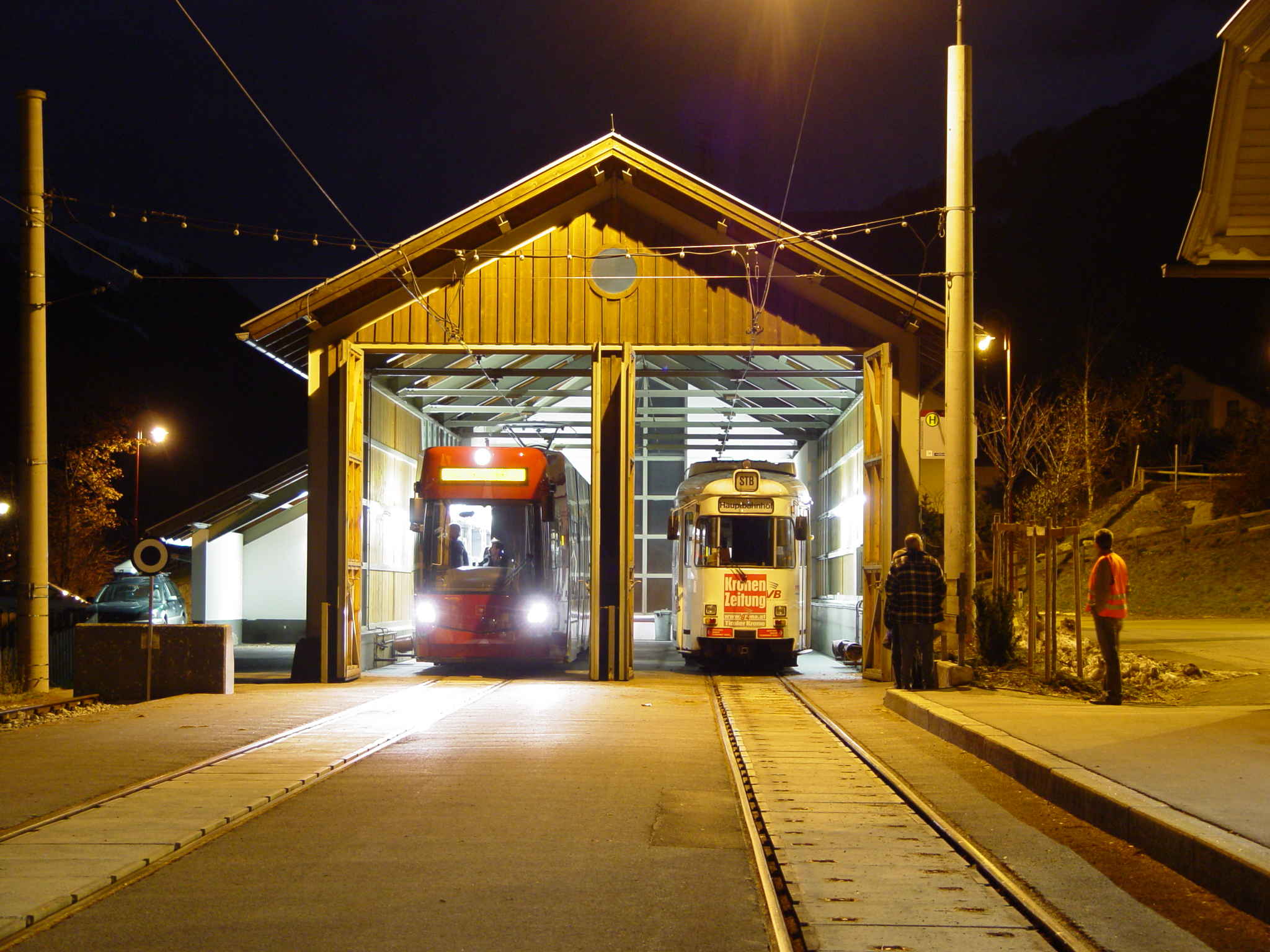
Rimessa di Fulmes

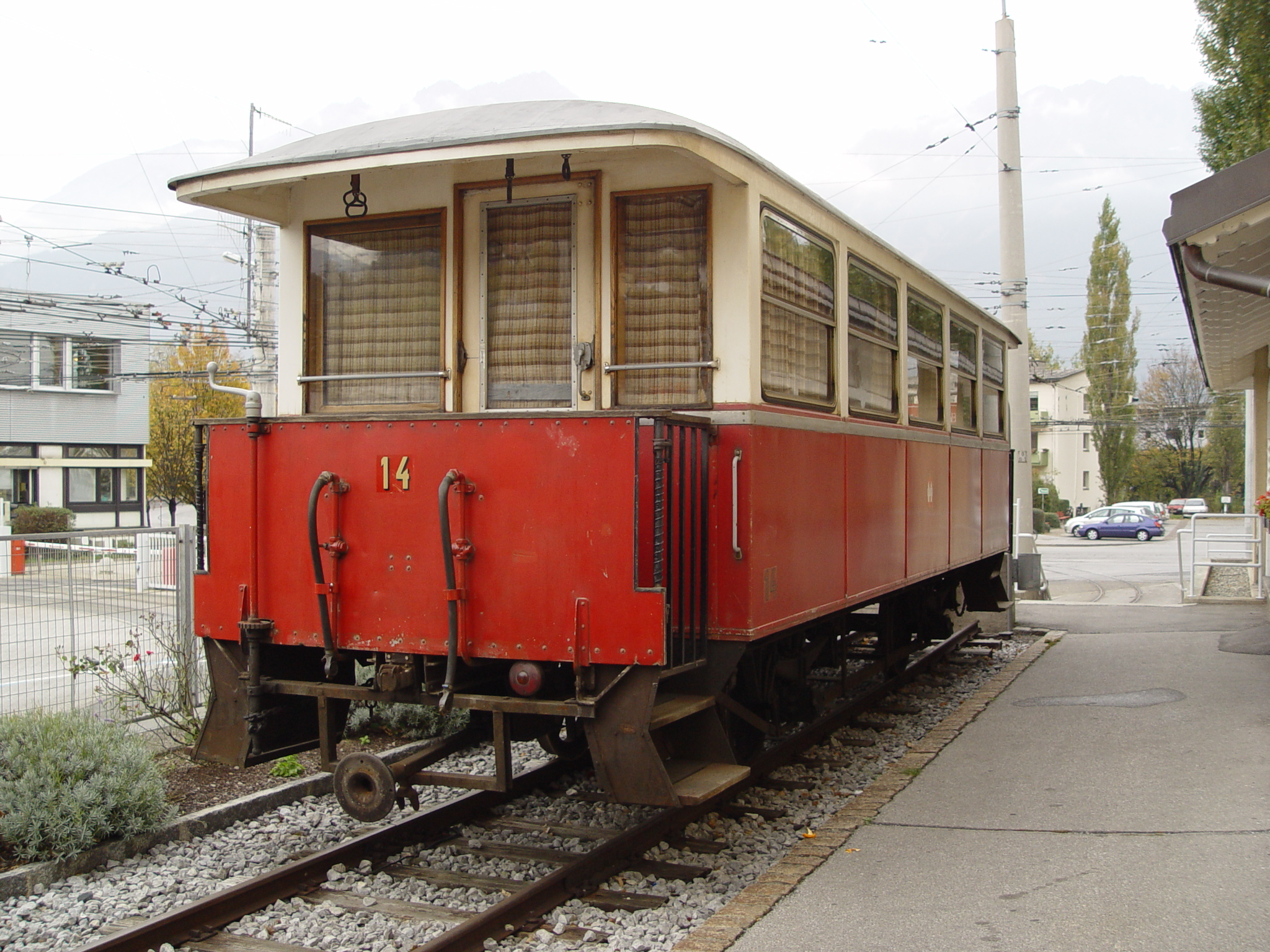
Vagone preservato a scopo museale

| Unknown route-map component "uSTR+l" | Unknown route-map component "uSTR+r" |

| Urban straight track | Urban station on track |

| Urban straight track | Urban stop on track |

| Urban straight track | Urban stop on track |

| Urban stop on track | Urban straight track |

| Urban stop on track | Urban straight track |

| Urban stop on track | Urban straight track |

| Urban stop on track | Urban straight track |

| Urban stop on track | Urban straight track |

| Urban stop on track | Urban stop on track |

| Unknown route-map component "uABZg+l" | Unknown route-map component "uSTRr" |

| Urban stop on track |

| Urban stop on track |

| Urban stop on track |

| Urban stop on track |

| Unknown route-map component "umKRZo" |

| Urban station on track |

| Unknown route-map component "KMW" | Unknown route-map component "exKBHFa" |

| Unknown route-map component "eABZg+l" | Unknown route-map component "exSTRr" |

| Unknown route-map component "STRo" |

| Underbridge |

| Enter and exit short tunnel |

| Level crossing |

| Station on track |

| Stop on track |

| Station on track |

| Level crossing |

| Stop on track |

| Level crossing |

| Stop on track |

| Station on track |

| Level crossing |

| Stop on track |

| Stop on track |

| Enter and exit short tunnel |

| Unknown route-map component "STRo" |

| Stop on track |

| Station on track |

| Stop on track |

| Level crossing |

| Station on track |

| Unknown route-map component "STRo" |

| Stop on track |

| Station on track |

| Station on track |

| Station on track |

| Stop on track |

| End station |